# Halôa
Pour les articles homonymes, voir Aloha (homonymie) et Haloa.

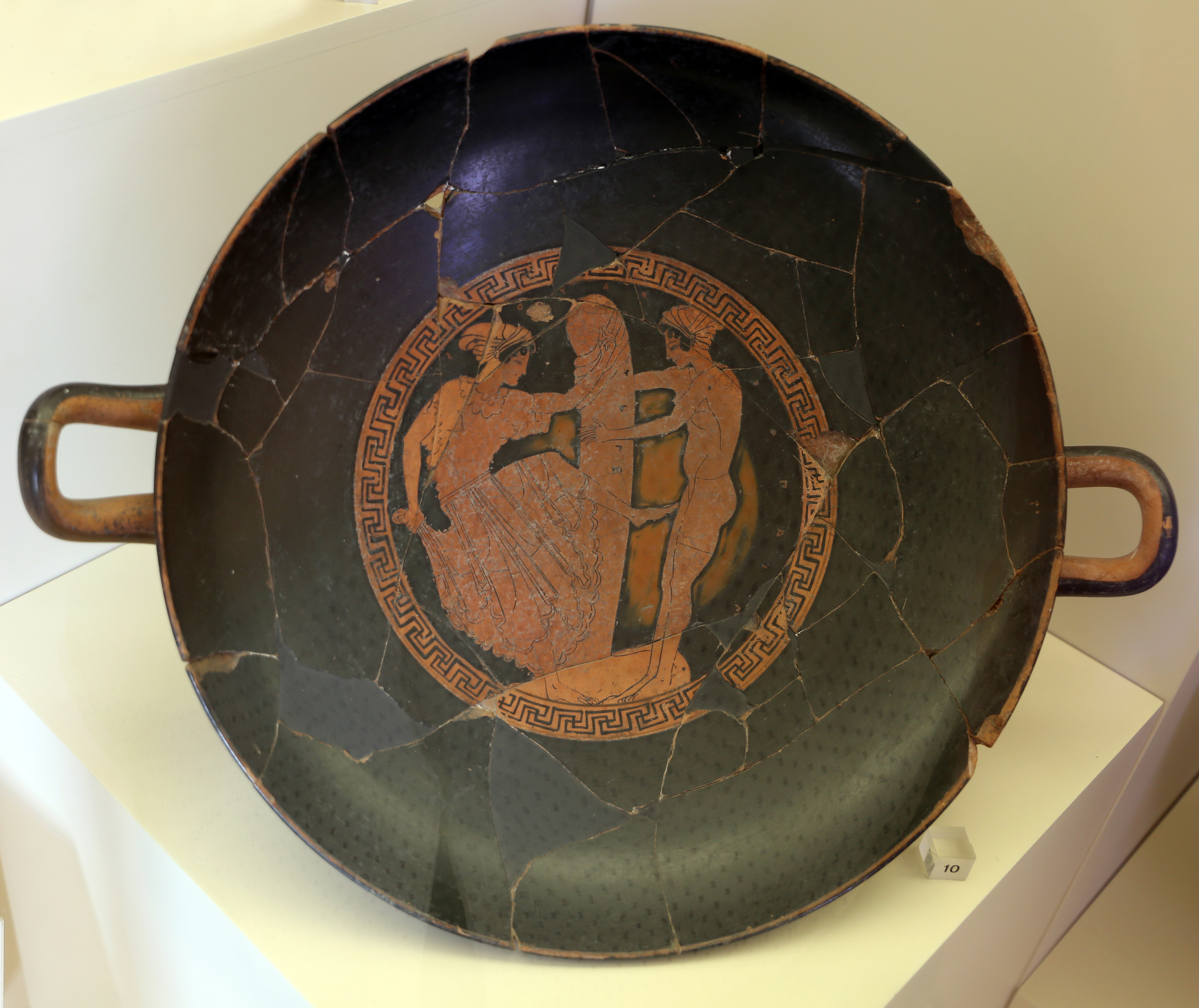
Aethers at Haloa festival dancing around a giant phallus (Oedipus Painter, 480 BC)

Les Halôa (en grec ancien Ἁλῶα / Halôa) sont une ancienne fête célébrée en Attique en l’honneur de Déméter et peut-être de Dionysos. Elles se déroulaient à la fin du mois de Poséideon (le 26 ?), c'est-à-dire au début de l’hiver. Elles font partie des fêtes féminines de Déméter.
L’origine du nom était déjà discutée dans l’antiquité. Il pourrait venir de Ἁλώας / Halṓas qui désigne les aires de battage. En conséquence de quoi les Halôa ont parfois été considérées comme une fête des récoltes et l’équivalent attique des Thalysies. Mais les Thalysies se déroulaient au moment de la fin du battage en été. Les raisons pour lesquelles elles auraient été déplacées en hiver étant incertaines. Le rapport avec les aires pourrait être plus abstrait : les céréales (donc l’agriculture et donc le battage) sont comme la vie civilisée un don de Déméter. Les Halôa seraient alors un pendant des Thesmophories, la fête majeure consacrée à la Déméter civilisatrice.
La deuxième étymologie possible renvoie à la culture de la vigne (ἁλώαι / halṓai), le terme pouvant aussi s’appliquer à toute surface cultivée en général. On a alors tendance à voir les Halôa comme une fête de la fertilité.
Le moment de leur célébration correspond à la fin de l’étape de taille des vignes. Si Déméter est la déesse principale à laquelle sont consacrées les Halôa, il n’est pas exclu que d’autres dieux soient honorés notamment Dionysos et Poséidon. Quant au déroulement nous n’en savons que peu de choses. Les personnages importants tels que les archontes  y participaient, ainsi qu’à Eleusis, la prêtresse de Déméter. Il y avait un sacrifice public et un banquet sacrificiel auxquels les citoyens assistaient. Il y avait aussi une compétition (sportive ou artistique ?) organisée. 
Mais surtout il y avait une partie qui ne concernait que les femmes (mariées ou courtisanes). Les aspects obscènes de cette partie ont été grandement exagérés (voire fantasmés) par les sources. La manipulation de symboles phalliques ainsi que la tenue de propos grossiers ne peuvent être écartés mais ne doivent pas être surestimés. La seule chose vraiment établie est que les femmes se retrouvaient ensemble au cours d’un repas où elles buvaient du vin.